# Championnat d'Europe d'omnium masculin (moins de 23 ans)
Le Championnat d'Europe de keirin masculin moins de 23 ans est le championnat d'Europe d'omnium organisé annuellement par l'Union européenne de cyclisme pour les cyclistes âgés de moins de 23 ans. Le championnat organisé depuis 2010, a lieu dans le cadre des championnats d'Europe de cyclisme sur piste juniors et espoirs.

## Palmarès
| Année | Or                   | Argent                | Bronze                |
| ----- | -------------------- | --------------------- | --------------------- |
| 2010  | Jan Dostál           | Gijs Van Hoecke       | Grzegorz Stępniak     |
| 2011  | Elia Viviani         | Roy Eefting           | Moreno De Pauw        |
| 2012  | Viktor Manakov       | Bryan Coquard         | Lucas Liss            |
| 2013  | Jasper De Buyst      | Casper Folsach        | Thomas Boudat         |
| 2014  | Lucas Liss           | Viktor Manakov        | Gaël Suter            |
| 2015  | Théry Schir          | Oliver Wood           | Thomas Boudat         |
| 2016  | Thomas Boudat        | Szymon Sajnok         | Ivo Oliveira          |
| 2017  | Mark Stewart         | Niklas Larsen         | Adrien Garel          |
| 2018  | Ethan Hayter         | Moritz Malcharek      | Sergey Rostovtsev     |
| 2019  | Matthew Walls        | Donavan Grondin       | Moritz Malcharek      |
| 2020  | Gleb Syritsa         | Alex Vogel            | Fabio Van den Bossche |
| 2021  | Matias Malmberg      | Fabio Van den Bossche | Daniel Babor          |
| 2022  | Oscar Nilsson-Julien | Tim Torn Teutenberg   | Philip Heijnen        |
| 2023  | Tim Torn Teutenberg  | Tim Wafler            | Elmar Abma            |
| 2024  | Noah Vandenbranden   | Noah Hobbs            | Matteo Constant       |
| 2025  | Héctor Álvarez       | Rik van der Wal       | Ilya Savekin          |